# Goniastrea aspera
Goniastrea aspera là một loài san hô trong họ Faviidae. Loài này được Verrill mô tả khoa học năm 1905.